# Lophiostoma vicinum
Lophiostoma vicinum är en svampart som beskrevs av Sacc. Lophiostoma vicinum ingår i släktet Lophiostoma och familjen Lophiostomataceae.   Inga underarter finns listade i Catalogue of Life.
I den svenska databasen Dyntaxa används istället namnet Lophiostoma holmiorum för samma taxon.  Arten är reproducerande i Sverige.